# Maison-musée Jean-Paul II
(Amministrazione comunale di Introd)
La Maison-musée Jean-Paul II (francese per Casa museo Giovanni Paolo II) è un museo interamente dedicato a papa Giovanni Paolo II, situato al villaggio Les Combes d'Introd, in ricordo delle vacanze trascorse dal Pontefice nella località a partire dal 1989.
Il museo è nato per volere dell'amministrazione comunale con la collaborazione del Vaticano. La Regione Autonoma Valle d'Aosta ha dato il suo patrocinio.

## Collezioni
Il museo raccoglie una collezione di oggetti appartenuti a Giovanni Paolo II tra cui una raccolta di doni ricevuti durante le sue visite, una ricca sezione filatelica, una sezione numismatica con la produzione completa del periodo del suo pontificato, una raccolta fotografica a testimonianza dei suoi viaggi nel mondo, una biblioteca consultabile su richiesta.
Il museo è gestito dalla Cooperativa Silma Italia per conto del Comune e con il supporto comunicativo strategico di Fondation Grand-Paradis.

## Galleria d'immagini

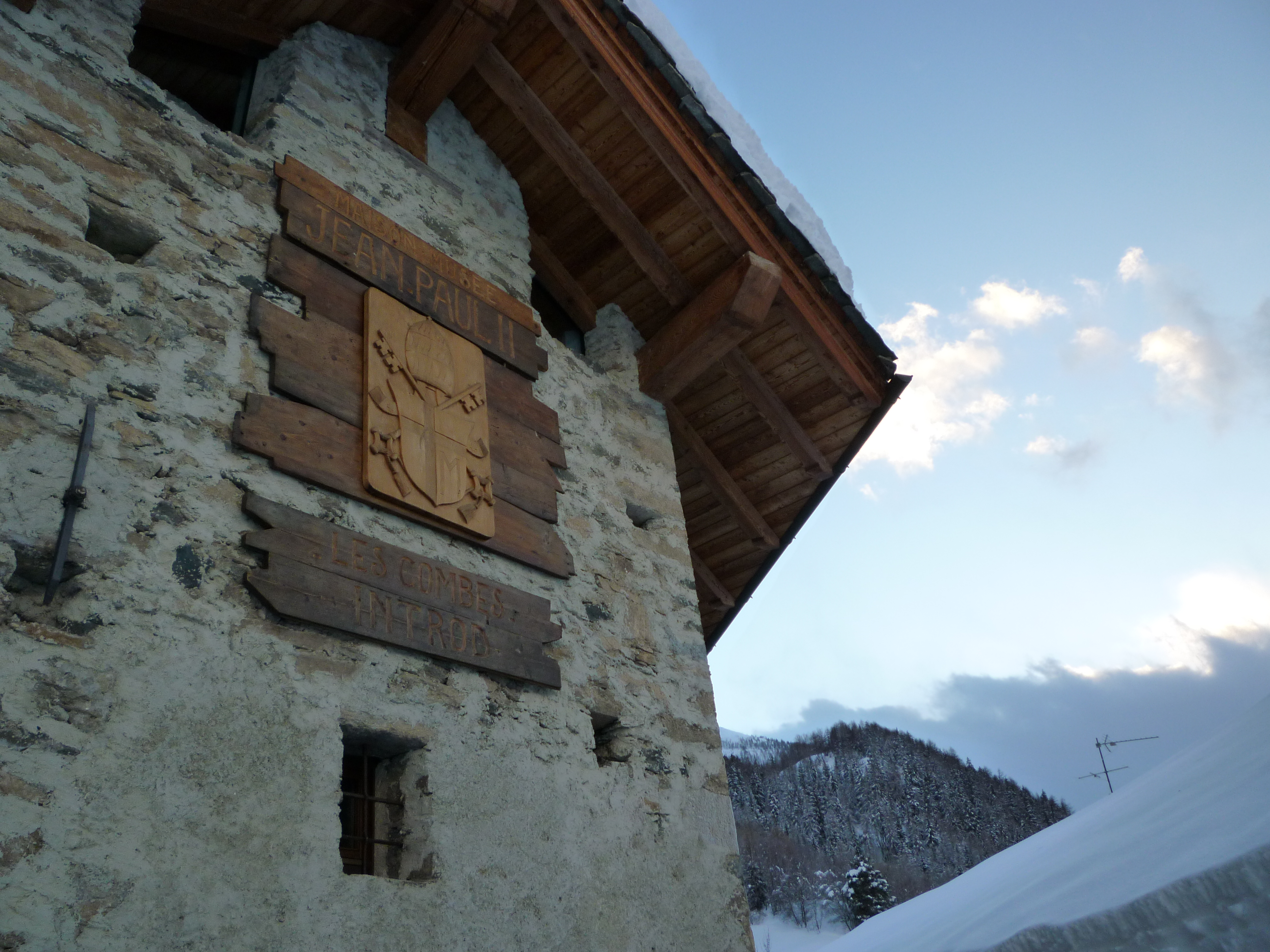
Particolare della facciata